# Droga wojewódzka nr 503
Droga wojewódzka nr 503 (DW503) – droga wojewódzka w woj. warmińsko-mazurskim o długości 36 km łącząca Elbląg z Pogrodziem. Droga przebiega przez 2 powiaty: miasto Elbląg i elbląski (gmina Elbląg, gmina Tolkmicko).

## Dopuszczalny nacisk na oś
Od 13 marca 2021 roku na drodze dozwolony jest ruch pojazdów o nacisku pojedynczej osi napędowej do 11,5 tony z wyjątkiem określonych miejsc oznaczonych znakiem zakazu B-19

### Do 13 marca 2021 r.
Wcześniej droga wojewódzka nr 503 była objęta ograniczeniami dopuszczalnego nacisku pojedynczej osi:
| Znak  | Dopuszczalny nacisk | Odcinek                             |
| ----- | ------------------- | ----------------------------------- |
| DW503 | do 10 ton           | Elbląg (granica miasta) – Pogrodzie |
| DW503 | do 8 ton            | miejski odcinek w Elblągu           |

## Miejscowości leżące przy trasie DW503
- Elbląg (DW500)
- Jagodno
- Kamionek Wielki
- Suchacz
- Kadyny
- Janówek
- Tolkmicko
- Pogrodzie (DW504)